# Dallara DW12
El Dallara DW12 es un coche de carreras desarrollado y producido por el fabricante italiano Dallara para su uso en la Serie IndyCar. Fue introducido para la temporada de la Serie IndyCar 2012 , en sustitución del envejecido chasis Dallara IR-05 y está previsto que sea usado hasta 2021 o 2022. El chasis lleva el nombre del británico Dan Wheldon en homenaje tras su accidente mortal en la carrera de Las Vegas Motor Speedway el 16 de octubre de 2011.
A partir de 2012, la serie empezó con la utilización del chasis común para todos los equipos y que ha sido suministrado actualmente por Dallara. El uso de un único proveedor para suministrar el chasis fue introducido como un método para controlar los costos, y la IndyCar lo negoció a un costo fijo de US$ 349,000 por chasis.
Las nuevas especificaciones del chasis también han incluido las mejoras de la seguridad para los pilotos, la característica más evidente es el cierre parcial alrededor en las ruedas traseras. Este chasis está diseñado para soportar múltiples kits aerodinámicos, pero la introducción de éstos se ha retrasado hasta 2014 para los equipos, debido a la financiación de los citados costes.
El 18 de octubre, el fabricante italiano Dallara confirmaba que el coche de la serie de la temporada 2012 sería nombrado después y el que recibió los honores fue el piloto de IndyCar Dan Wheldon ('DW12) por su gran trabajo al ser probador del coche, antes de su muerte dos días antes en Las Vegas., El nuevo sistema de parachoques y la sección de la barra protectora que luego se presentó, fue diseñado para evitar muchos accidentes de monoplazas similares, como el que mató a Wheldon. Cosa curiosa es que la nomenclatura es similar a la de la antigua escudería Ligier, cuyos autos fueron etiquetados JSxx en la memoria del piloto francés Fórmula 1, Jo Schlesser, después de su muerte en el Gran Premio de Francia de 1968.
Este coche Dallara ya ganó en 2012 y 2013 todas las carreras disputadas, incluyendo las 500 millas de Indianápolis que hasta el momento ha disputado. En 2013, Dallara alcanzó su hito 200°, con su coche al lograr su más destacada victoria en Barber.

## El Proyecto ICONIC
La temporada 2012 vio la implementación del nuevo Plan de ICÓNIC de la IndyCar (En inglés: Innovative, Competitive, Open-wheel, New, Industry-relevant, Cost-effective) que significa Nuevo Monoplaza Innovador Relevante para la Industria Competitiva y Rentable, o sus siglas en español (NMIRICR) y que hasta ahora ha sido el cambio más importante en el deporte, en la historia reciente. El coche fue utilizado hasta el año 2011, fue el Dallara IR-05, utilizado entre las temporadas (2003-2007) y, naturalmente, tenía un motor aspirado V8 (que había sido obligatorio desde 1997) fue retirado de forma permanente. El comité ICÓNIC estuvo compuesto por los expertos y ejecutivos y técnicos de carreras: Randy Bernard, William R. Looney III, Brian Barnhart, el, expiloto franco-brasileño Gil de Ferran, Tony Purnell, Eddie Gossage, Neil Ressler, Tony Cotman y Rick Long. Las propuestas que IndyCar que solicitó se encontraban las empresas rivales y sus proyectos, entre los cuales se destacaron: BAT Engineering, Dallara, DeltaWing, Lola y Swift todas participaron para el diseño del nuevo chasis. El 14 de julio de 2010, la decisión final se hizo pública, con los organizadores de aceptando la propuesta de Dallara, al que después de mucho tiempo venían colaborando como proveedores del anterior chasís.

### El nuevo chasis

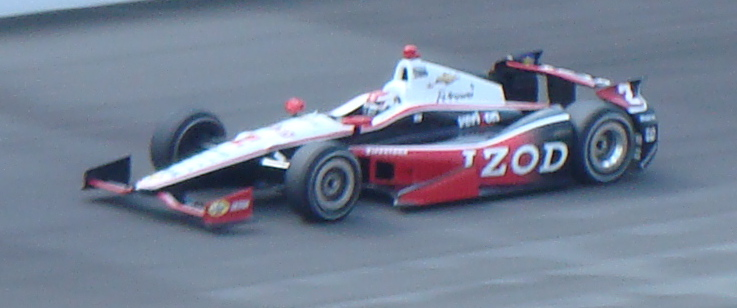
Dallara DW12 en pruebas clasificatorias en Indy 500 de 2012.

Bajo las nuevas regulaciones ICONIC, todos los equipos compiten con un chasis de núcleo laminado, llamado Celda de Seguridad IndyCar desarrollado por el diseñador italiano Dallara. Los equipos, luego adquirían el chasis trabajándolo con el cuerpo separado, conocido como los denominado AeroKit, el cual consiste en los alerones delanteros y traseros, los pontones, y las cubiertas del motor. El desarrollo del AeroKit estuvo abierto a cualquier fabricante, para que todos los paquetes estuviesen puestos a disposición de todos los equipos a un precio máximo. El miembro del comité ICONIC, Tony Purnell, dio una invitación abierta a los fabricantes de automóviles y empresas como Lockheed Martin y General Electric para desarrollar los kits.
La Celda de Seguridad IndyCar tiene un tope de un precio de US$349.000 dólares y es ensamblado con facilidades dadas para los equipos para el nuevo Dallara en Speedway, Indiana. En cuanto al Aero Kit tiene un tope de US$70.000. Los equipos tienen la opción de comprar el kit de la Celda de Seguridad IndyCar completo del AeroKit de Dallara a un precio reducido.
El 12 de mayo de 2011, Dallara dio a conocer los primeros Concept Cars, uno con cada configuración del AeroKit para los óvalos y el otro para los circuitos.
El 30 de abril de 2011, los propietarios de la IndyCar votaron 15-0 para rechazar la introducción de múltiples Aero Kits desde la temporada 2012, citando los costes. Los propietarios expresaron su deseo de introducir los chasis y motores para 2012, pero tuvieron a todos los participantes utilizando el paquete aerodinámico Dallara en 2012, y retrasaron la introducción de múltiples Aero Kits hasta 2013. El 14 de agosto de 2011, IndyCar confirmaría que la introducción de múltiples Aero Kits se retrasarían hasta 2013 por "razones económicas", y, además, también se pospuso a 2013. Chevrolet y Lotus (en el único año de esta marca británica) ya habían anunciado su intención de construir el paquete aerodinámico.
El ganador de la indy 500 de 2011, el británico Dan Wheldon llevó a cabo la primera prueba oficial del chasis Dallara en Mid-Ohio en agosto de 2011. Después de la muerte de Wheldon en la carrera de final de temporada en Las Vegas, Dallara anunció que el chasis actual sería nombrado el DW12 en su honor.

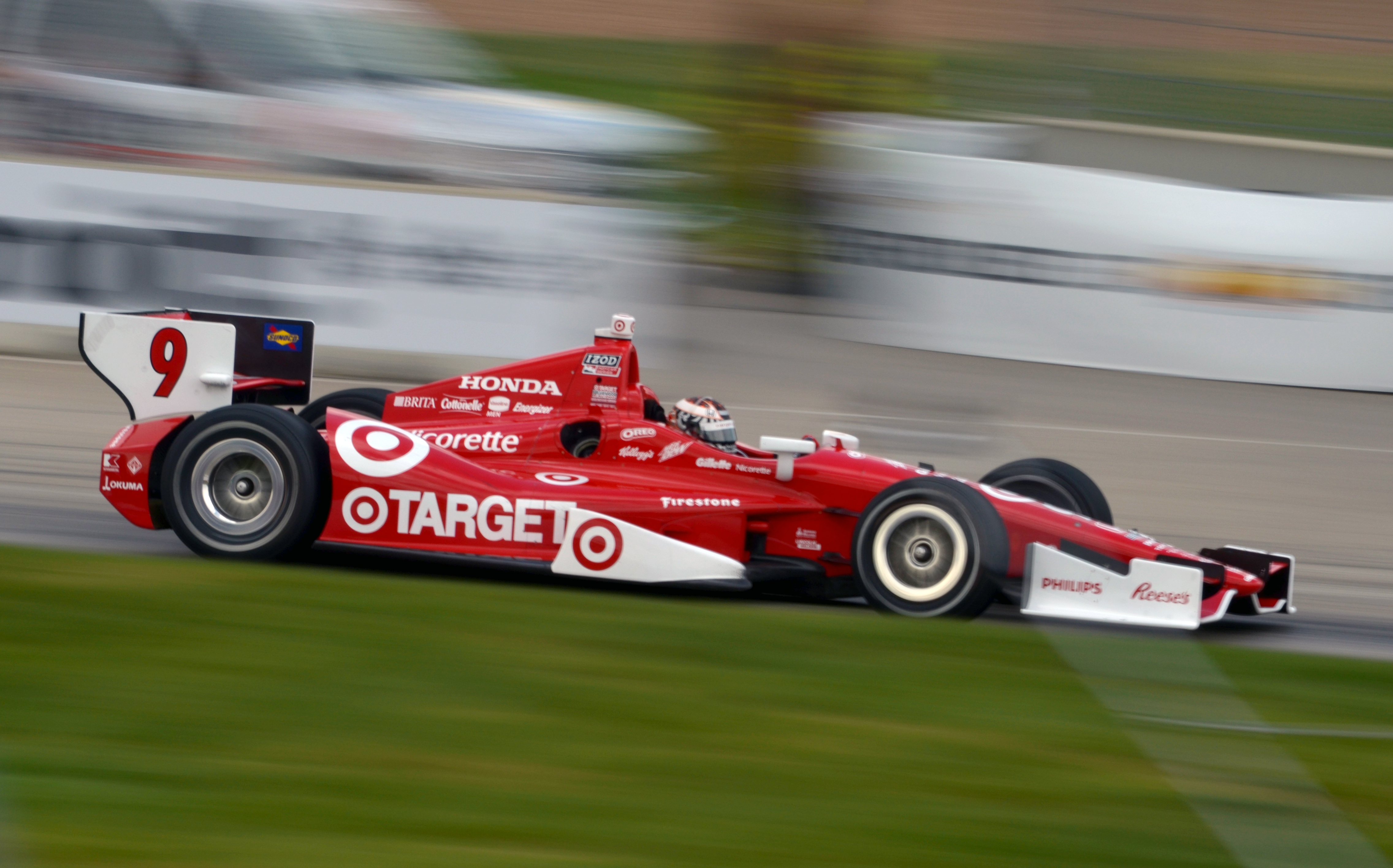
Scott Dixon clasificando para segunda carrera de Detroit con el Dallara DW12.

## Debut
La primera prueba oficial del chasís Dallara DW12 fue realizada por Dan Wheldon en Mid-Ohio, el 8 de agosto de 2011 como se dijo anteriormente. La fase I del ensayo participó Wheldon, se previó la prueba en tres circuitos permanentes y tres óvalos, alrededor de un total de doce días. La segunda prueba se llevó a cabo 18 de agosto en Barber, y la tercera se celebró en el circuito mixto del Indianapolis Motor Speedway (El ex-circuito de F1 y MotoGP) el 1 de septiembre. Las pruebas en el óvalo tuvieron lugar en septiembre en Iowa e Indianápolis.
Las marcas de motores como Honda (con Scott Dixon) y Chevrolet (con Will Power) comenzaron la Fase II de pruebas en la pista de Mid-Ohio a principios de octubre. Una prueba programada en Las Vegas fue cancelada después del accidente mortal de Dan Wheldon. Las pruebas reanudaron a finales de octubre y continuaron hasta febrero en varios lugares incluyendo Sebring , Sebring, en Fontana, en Homestead, en Phoenix, y en Sonoma. Lotus salió a pista primero el 12 de enero en Palm Beach, y la prueba de los equipos comenzó el 16 de enero.
Una prueba oficial en una prueba abierta tuvo lugar los días 5 al 6 marzo y 8 al 9 de 2012 en Sebring.
El Debut del Dallara DW12 fue en Honda Gran Premio de San Petersburgo el 25 de marzo de 2012. El Equipo Penske con el australiano Will Power ganó la pole inaugural y Helio Castroneves ganó la primera carrera con el DW12.
Las pruuebas a tiempo completo en pistas ovaladas fueron programadas para el 4 de abril de 2012 en el Indianapolis Motor Speedway y para el 7 de mayo, en el Texas Motor Speedway.

## Especificaciones técnicas

### Chasis
- Nombre: Dallara DW12
- Construcción: Monocasco, contiene la cabina, el tanque de combustible y la suspensión delantera, así como el motor integrado al chasis; conjunto trasero que contiene la campana de habitáculo, la caja de cambios y los elementos de la suspensión trasera
- Materiales: fibra de carbono con estructura en nido de abeja en kevlar
- Longitud: 5.123 mm en carreras de calle/carretera u óvalos cortos; 5.012 mm en óvalos intermedios de 1,5 mi, pistas de alta velocidad e Indy 500
- Anchura: 1.918 mm mínimo para carretera/calle, 1.924 mm mínimo para óvalos y 1.943 mm máximo medido entre el exterior de la llantas
- Altura: 1.016 mm
- Tren delantero (vía): 1.757 mm
- Eje trasero (vía): 1.655 mm
- Anchura máxima : 1.940 mm
- Distancia entre los ejes : Entre 2,997.2 mm y 3,073.4 mm, dependiendo del uso de la corrección original o distribución del peso completo armado
- Peso mínimo: 701 kg óvalos de menos de 1,5 millas y 500 millas de Indianápolis, y 714 kg en los circuitos (incluido el conductor)
- Distribución del peso: 43% Parte de lantera 57% Parte trasera (aproximadamente)
- Pila de combustible: Sencilla, célula a prueba de roturas, de 18,5 galones (70 Litros ) (estándar)
- Dirección: Manual, de piñón y cremallera

### Motor
- Tipo: Individual o bi-turbo
- Designaciones: 
: Chevy IndyCar V6 (Chevrolet),
: HI13RT (Honda),
: DC00 (Lotus este solo en 2013)
- Cilindrada: 2.200 c.c.
- Nº de cilindros: seis
- Árboles de levas: cuatro
- Cigüeñal: Acero de aleación, cuatro tapas de cojinete principal, de una sola pieza, no inferior a 100 mm por encima de la parte inferior del chasis
- Válvulas: Dos de admisión, dos de escape  por accionamiento mecánico. La sincronización de válvulas variable no está permitido
- Tren de válvulas: DOH , cuatro válvulas por cilindro
- Varillas de conexión: mecanizadas en acero de aleación
- RPM: 12.000
- Ángulo en V: mínimo 60° máximo 90°
- Diámetro: diámetro máximo de 95 mm
- Carrera: (desconocido)
- Relación de compresión: (desconocido)
- Turbocompresor: BorgWarner
- Número modelo de turbocompresor: EFR9180 (individual), EFR6758 (gemelo)
- Pesos del turbocompresor: 8-8,71 kg/17.6 a 19,2 libras (individuales, dependiendo de la carcasa de la turbina que utilice), 4,91-5,1 kg/10.8 a 11,2 libras (gemelos, dependiendo de la carcasa de la turbina que utilice).
- Impulso turbo Nivel: 22,47 psi
- Válvula de descarga: máximo dos; electrónica o neumática controlada, proveedor elegido por cada fabricante
- Encendido: por bobina. Proveedor elegido por cada fabricante
- Escapes: construido y homologado por cada fabricante
- Lubricación: sistema de cárter seco, con presión y bombas de barrido de varias etapas, con el depósito de aceite montado al frente
- Inyectores de combustible: máximo de dos por cada cilindro y se permite inyección directa. El proveedor es elegido por cada fabricante
- Bujías: una por cilindro. El proveedor elegido por cada fabricante
- Refrigeración: bomba de agua mecánica individual, para alimentar un sistema de refrigeración de un solo lado
- Peso: 112,5 kg
- Longitud: 460 mm
- Materiales prohibidos para el motor: aleaciones que contienen berilio de más de 3% en peso, iridio o renio, materiales compuestos de matriz de metal, aleaciones a base de magnesio, materiales intermetálicos
- Potencia de salida: 550 a 700 hp (410 a 522 kW) en función de soplado del turbo y el push-to-pass.
- Par motor: Aprox. 410 Nm
- Sistema Push-to-Pass (ERS): sólo circuitos
- Bomba de combustible: suministrado por Dallara
- Presión de combustible: máximo 300 bar
- Combustible: Sunoco E85 Etanol
- Kilometraje de combustible: 3 mpg aprox.

### Embrague
- Tipo: tres discos en fibra de carbono con carcasa de acero
- Proveedor: AP Racing
- Número de modelo: CP8153-DE03

### Transmisión
- Tipo: secuencial
- Fabricante: Xtrac
- Número de modelo: 1011
- Número de las velocidades: seis
- Accionamiento del embrague: pedal
- Cambio de proveedor de sistema de actuación: MegaLine

### Suspensión
- Tipo delantera: doble trapecio, de varilla de empuje, con tercer muelle y barra estabilizadora
- Tipo trasera: doble trapecio, de varilla de empuje, con tercer muelle y barra estabilizadora
- Proveedor de amortiguadores: no restringido, uso de interfase dentro de la carcasa del amortiguador permitido[38]

### Aerodinámica
- Tipo: efecto suelo, utilizado en conjunción con las alas delanteras y traseras
- Alerón frontal de ensamble: ensamble del ala principal, con un elemento fijo de elementos ajustables con el segundo y tercero a cada lado:
- Alerón frontal segundo (centro) Intervalo angular: -10° a 32°
- Alerón frontal tercero (arriba) Intervalo elemental: tres posiciones preestablecidas de 6,5°, 9,0° o 11,5°
- Alerón posterior de ensamble principal: elemento fijo con solo elemento superior ajustable
- Mimbres: 1 en la altura máxima
- Carga aerodinámica: 2.087 kg a 200 millas por hora (aprox.)
- Resistencia aerodinámica: 680 kg a 200 millas por hora (aprox.)
- Impulsor: uno por cada túnel

### Frenos
- Tipo: discos de carbono y las pastillas con pinzas monobloque de aluminio
- Proveedor: Brembo
- Pinzas delanteras/traseras: diseño de seis pistones, con pistones 28/30/36 mm
- Peso de las pinzas: 2,08 kg cada una
- Discos delanteros y traseros de freno (Dimensiones): 328 mm diá., 30 mm de espesor; espesor mínimo: 19 mm
- Pastillas de disco de frenos de carbono: 24 mm
- Peso de almohadilla de carbono: 270 g cada uno
- Temperatura máxima del disco en funcionamiento: 900 °C

### Electrónica
- Proveedor ECU: McLaren Electronic Systems
- Número de modelo ECU: 400i
- Sistema de registro de datos y chasis Sistema de enjambre de alambrado de radar: Cosworth Electrónics
- Motor de enjambre: proveedor elegido por cada fabricante
- Sistema de enjambre del conductor : proveedor elegido por cada fabricante
- Mano Vendor Embrague: AP Racing

### Llantas
- Tipo: lug individual
- Proveedores: BBS , OZ Racing , Avus
- Dimensiones delanteras: 10 in de ancho x 15 in de diámetro
- Dimensiones traseras: 14 de ancho x 15 in de diámetro
- Par de las ruedas: 430 libras

### Neumáticos
- Tipo: Slicks secos y labrados de lluvia
- Proveedor: F Firestone Firehawk
- Dimensiones de neumáticos delanteros: 100/258 - R15 (óvalos y circuitos)
- Peso unitario de neumático delantero: 18 libras (8 kg)
- Dimensiones de neumáticos traseros: 145/280 - R15 (óvalos y circuitos)
- Peso unitario de neumático trasero: 23 lb (10 kg)
- Asignación de neumáticos: 9 series por cada fin de semana, 5 juegos primarios, 3 series suplentes, 1 juego utilizado primario

### Cockpit y Seguridad
- Volante: Sparco con 13 botones y montado de tablero digital
- Cinturón de seguridad: tipo de seis puntos de anclaje
- Proveedores: Sabelt, Willans, Takata, Simpson, Sparco y Schroth
- Dispositivo HANS: sí
- Espejo retrovisor, casco, protector de la cabeza, traje ininflamable, guantes de competición, calcetines, botas de competición para carreras: requerido por el conductor